# Троицкоросляйский сельсовет (Сосновский район)
Троицкоросляйский сельсовет — упразднённое сельское поселение в Сосновском районе Тамбовской области Российской Федерации.
Административный центр — село Троицкие Росляи.

## История
Статус и границы сельского поселения установлены Законом Тамбовской области от 17 сентября 2004 года № 232-З «Об установлении границ и определении места нахождения представительных органов муниципальных образований в Тамбовской области».
Законом Тамбовской области от 26 июля 2017 года № 128-З, 7 августа 2017 года были преобразованы, путём их объединения, Дельнодубравский и Троицкоросляйский сельсоветы — в Дельнодубравский сельсовет с административным центром в селе Дельная Дубрава.

## Население
| 2010 | 2012 | 2013 | 2014 | 2015 | 2016 | 2017 |
| ---- | ---- | ---- | ---- | ---- | ---- | ---- |
| 668  | ↘637 | ↘616 | ↘576 | ↘552 | ↘502 | ↘478 |

## Состав сельского поселения
| № | Населённый пункт  | Тип населённого пункта       | Население |
| - | ----------------- | ---------------------------- | --------- |
| 1 | Савинские Карпели | село                         | 323       |
| 2 | Троицкие Росляи   | село, административный центр | 345       |